# 사상 최악의 참사

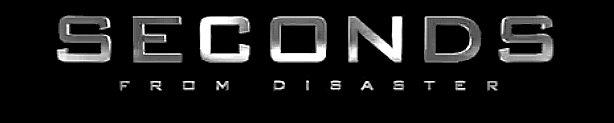

사상 최악의 참사(영어: Seconds From Disaster)는 내셔널 지오그래픽 채널에서 방영되고 있는 다큐멘터리 시리즈로 각종 대참사를 모아 원인을 푸는 프로그램으로 2004년에 시즌 1이 나왔으며 이후 2005년부터 2006년까지 시즌 2,3편이 나왔으며 이후 3년 후인 2011년에 시즌 4가 출시한데 이어 2012년에 시즌 5,6편이 나왔다.

## 시즌 목록

### 시즌 1
| 화수 | 제목                     | 내용                          |
| ---- | ------------------------ | ----------------------------- |
| 1화  | 콩코드의 추락            | 에어프랑스 4590편             |
| 2화  | 지옥의 터널              | 몽블랑 터널 화재              |
| 3화  | 오클라호마시티 폭탄 테러 | 오클라호마 폭탄 테러          |
| 4화  | 스타 화재                | 1990년 스칸디나비안 스타 참사 |
| 5화  | 에세데 탈선              | 에세데 대참사                 |
| 6화  | 선셋 리미티드 사고       | 1993년 선셋 리미티드 참사     |
| 7화  | 체르노빌의 붕괴          | 체르노빌 원자력 발전소 사고   |
| 8화  | 과달라하라 폭발          | 과달라하라 폭발 사고          |
| 9화  | 스키 슬로프에서 화재     | 카프룬 대참사                 |
| 10화 | 북해에서의 폭발          | 파이퍼 알파                   |
| 11화 | 스타방댐 붕괴            | 1985년 스타바 댐 붕괴 사고    |
| 12화 | 활주로의 충돌            | 테네리페 참사                 |
| 13화 | 펜타곤 9/11              | 아메리칸 항공 77편            |

### 시즌 2
| 화수 | 제목                    | 내용                                   |
| ---- | ----------------------- | -------------------------------------- |
| 1화  | 우주 왕복선 컬럼비아    | 컬럼비아 우주왕복선 공중분해 사고      |
| 2화  | 알파인 쓰나미           | 갈퉁룬 대참사                          |
| 3화  | 고속도로 비행기 추락    | 케그워스 대참사                        |
| 4화  | 세인트 헬렌 산의 분화   | 1980년 세인트헬렌산 화산 폭발          |
| 5화  | 브뤼헤 페리 재해        | MS 하리드 프리 엔터프라이즈            |
| 6화  | 고베 지진               | 고베 대지진                            |
| 7화  | 시티에 불시착           | 유나이티드 항공 232편                  |
| 8화  | 발리 폭탄 테러          | 2002년 발리 폭탄 테러                  |
| 9화  | 호텔 붕괴 싱가포르      | 뉴월드 호텔 대참사                     |
| 10화 | TWA 800                 | 트랜스월드 항공 800편                  |
| 11화 | 파리 기차 충돌          | 가레드리옹 철도 사고                   |
| 12화 | 힌덴부르크              | LZ 129 힌덴부르크                      |
| 13화 | 움베르토비달 가스 폭발  | 1996년 움베르토비달 가스 폭발          |
| 14화 | 스카이워크 붕괴         | 하얏트 리젠시 호텔 고가 통로 붕괴 사고 |
| 15화 | 암스테르담 항공 충돌    | 엘알 이스라엘 항공 1862편 추락 사고    |
| 16화 | 러시아 핵잠수함 침몰    | 쿠르스크 호                            |
| 17화 | 킹스크로스 화재         | 킹스크로스 화재                        |
| 18화 | 미국 대사관 폭탄 테러   | 1998년 미국 대사관 폭탄 테러           |
| 19화 | 플로리다 늪 항공기 충돌 | 벨류젯 항공 592편                      |

### 시즌 3
| 화수 | 제목                        | 내용                                      |
| ---- | --------------------------- | ----------------------------------------- |
| 1화  | 타이타닉                    | 타이타닉                                  |
| 2화  | 항공모함 폭발               | 1967년 USS 포레스탈 호 참사               |
| 3화  | 퀸즈 비행기 추락 사고       | 아메리칸 항공 587편                       |
| 4화  | 뮌헨 올림픽 대학살          | 뮌헨 올림픽 참사                          |
| 5화  | 백화점 붕괴                 | 삼풍백화점 붕괴 사고                      |
| 6화  | 포토맥에서 비행기 추락 사고 | 에어 플로리다 90편                        |
| 7화  | 쓰나미                      | 2004년 인도양 지진 해일                   |
| 8화  | 코멧 항공기 충돌            | 남아프리카 항공 201편, 영국해외항공 781편 |
| 9화  | 시카고 항공기 충돌          | 아메리칸 항공 191편                       |
| 10화 | 텍사스 석유 폭발            | 텍사스 BP 정유 폭발                       |
| 11화 | 토네이도 발발               | 슈퍼 아웃 브레이크                        |
| 12화 | 우주 왕복선 폭발            | 챌린저 우주왕복선 폭발 사고               |
| 13화 | 몬트세라트의 분화           | 수프리에르힐스 폭발                       |

### 시즌 4
| 화수 | 제목                | 내용                             |
| ---- | ------------------- | -------------------------------- |
| 1화  | 9/11                | 9·11 테러                        |
| 2화  | 진주만              | 진주만 공격                      |
| 3화  | 패딩턴 열차 충돌    | 1999년 렛브로크 그로크 열차 충돌 |
| 4화  | 35,000피트에서 충돌 | 위버링겐 상공 공중 충돌          |
| 5화  | 케이블카 충돌       | 1998년 카발레즈 케이블카 참사    |
| 6화  | 보팔 참사           | 보팔 가스 폭발사고               |

### 시즌 5
| 화수 | 제목                 | 내용                           |
| ---- | -------------------- | ------------------------------ |
| 1화  | 후쿠시마             | 후쿠시마 원자력 발전소         |
| 2화  | 비스마르크           | 비스마르크 호                  |
| 3화  | 산 쓰나미            | 1963년 바조트 댐 참사          |
| 4화  | 웨이코 컬트          | 웨이코 군사 작전               |
| 5화  | 호라이즌 심해의 폭발 | 2010년 호라이즌 심해 폭발 사고 |
| 6화  | 뭄바이 대학살        | 2008년 뭄바이 폭탄테러         |

### 시즌 6
| 화수 | 제목                             | 내용                                 |
| ---- | -------------------------------- | ------------------------------------ |
| 1화  | 노르웨이 학살:나는 거기에 있었다 | 2011년 노르웨이 테러                 |
| 2화  | 존스타운 컬트 자살               | 인민사원                             |
| 3화  | 조종석에서 화재                  | 스위스 항공 111편 추락 사고          |
| 4화  | 블랙호크 다운                    | 모가디슈 전투 (1993년)               |
| 5화  | 죽음의 영역으로                  | 1996년 에베레스트 참사               |
| 6화  | 공포의 도쿄                      | 일본항공 123편 추락 사고             |
| 7화  | 런어웨이 기차                    | JR 후쿠치야마 선 탈선 사고           |
| 8화  | 나가사키-잊혀진 폭탄             | 히로시마와 나가사키의 원자 폭탄 투하 |
| 9화  | 코번트리 싱킹                    | 코번트리 싱킹                        |
| 10화 | 치누크 헬리콥터 추락             | 1994년 스코틀랜드 헬리콥터 참사      |

## 같이 보기
- 항공사고수사대
- 제로 아워 (텔레비전 프로그램)